# Григгс, Роберт Фиск
Роберт Фиск Григгс (англ. Robert Fiske Griggs, 22 августа 1881 — 10 июня 1962) — американский ботаник, почётный профессор ботаники, эколог, профессор биологии и миколог.  

## Биография
Роберт Фиск Григгс родился в штате Коннектикут 22 августа 1881 года.
В 1901 году он ушёл из Университета штата Огайо, чтобы вступить в Министерство сельского хозяйства в Вашингтоне, округ Колумбия; совершил последующие экспедиции в Пуэрто-Рико и Гватемалу. В 1903 году Роберт Фиск получил степень бакалавра в Университете штата Огайо; в 1903—1905 годах Григгс был доцентом биологии в Fargo College, Северная Дакота. В 1906 году он получил степень магистра искусств в Миннесотском университете; в 1906—1921 годах Григгс был доцентом ботаники в Университете штата Огайо. В 1911 году он получил степень доктора философии в области ботаники в Гарвардском университете.
В 1913 году Григгс совершил экспедицию на Аляску с группой Вашингтонского университета. В 1915 году он стал членом Экологического общества Америки, организованном в городе Колумбус, штат Огайо; в 1915—1919 годах Роберт Фиск Григгс совершил полевые экспедиции на Аляску. В 1916 году Григгс открыл Долину десяти тысяч дымов и в 1922 году опубликовал работу The Valley of Ten Thousand Smokes.
В 1927 году Роберт Фиск Григгс стал президентом Вашингтонского ботанического общества, а в 1932 году — президентом Вашингтонской Академии наук. В 1940—1947 годах он был председателем Отдела биологии и сельского хозяйства Национального исследовательского совета; в 1943 году он стал президентом Экологического общества Америки.
В 1947—1952 годах Григгс был профессором биологии, отвечающим за область биологии в Питтсбургском университете; в 1952 году он стал почётным профессором ботаники Питтсбургского университета. В 1953 году Григгс работал полевым исследователем Службы национальных парков США, Колорадо.
Роберт Фиск Григгс умер 10 июня 1962 года.

## Научная деятельность
Роберт Фиск Григгс специализировался на водорослях, семенных растениях и на микологии.

## Некоторые публикации
- The Valley of Ten Thousand Smokes. 1922[2].